# Andrew Burbidge
Andrew Arnold Burbidge (* 2. Februar 1942 in Arreton, Isle of Wight), häufig auch Andrew A. Burbidge, ist ein britisch-australischer Biologe, Naturschützer und Botaniker. Sein offizielles botanisches Autorenkürzel lautet „A.A.Burb.“.

## Leben
Burbidge ist der Sohn von Edward Humphrey und Janet Burbidge. In seiner Kindheit wanderte die Familie nach Bunbury in Western Australia aus, wo er 1955 ein Schulstipendium erhielt. 1963 erlangte er den Bachelor of Science an der University of Western Australia in Perth und 1967 wurde er mit der Dissertation The biology of south-western Australian tortoises an derselben Universität zum Ph.D. promoviert. Anschließend war er für ein Jahr als Assistenzdozent an der University of Texas at Austin tätig.
Von Ende 1968 bis 1978 war er Forscher an der Abteilung für Fischerei und Wildtiere der Regierung von Western Australia in Perth. 1976 war er Gastwissenschaftler in British Columbia im Rahmen des Ecological Reserves Program. Von 1978 bis 1985 war er Forschungsleiter an der Abteilung für Wildtiere. Von 1985 bis 1987 war er leitender Wissenschaftler an der Abteilung für Naturschutz und Landmanagement. Von 1985 bis 1987 war er Leiter der Forschungsabteilung. Von 1991 bis 1993 war er Vorsitzender der IUCN/SSC Australasian Marsupial und Monotreme Specialist Group. Von 1992 bis 2001 war er Vorsitzender des Beratungskomitees und des wissenschaftlichen Unterkomitees der australischen Regierung für gefährdete Arten. Seit 2002 ist er beratender Naturschutzbiologe. Von 2006 bis 2012 war er Vorstandsmitglied von WWF Australia. 
Seine Forschung umfasste die Errichtung und Auswahl von Naturschutzreservaten, biologische Untersuchungen in der Kimberley-Region und im Kulturareal Western Desert, Studien der Inselfauna, die Verwaltung von Bekämpfungsprogrammen von invasiven Säugetieren, Studien über die indigene mündliche Weitergabe von Informationen über Säugetiere, die Feuerökologie sowie Umsiedlungsprogramme. Der Großteil seiner Forschung konzentriert sich auf die Säugetiere. Er hat sich jedoch auch mit Vögeln, einschließlich Seevögeln, Reptilien (insbesondere Süßwasserschildkröten) und Fröschen befasst.
Zu Burbidges Schriften zählen The Birds of Pelsart Island, Western Australia (1981), Lake Magenta Nature Reserve (1981), The Noisy Scrub-bird (1984), Endangered Vertebrates of Australia and Its Island Territories (1984), Nature Conservation: The Role of Remnants of Native Vegetation (1987), The Management of Dryandra Forest for Wildlife Conservation (1987), Western Swamp Tortoise Recovery Plan (Pseudemydura umbrina) (2003), Threatened Animals of Western Australia (2004), Australia’s Biodiversity and Climate Change (2010) und The Action Plan for Australian Mammals 2012 (2014).
2016 beschrieb Burbidge die drei Beaufortia-Arten Beaufortia kwongkanicola, Beaufortia raggedensis und Beaufortia burbidgeae aus der Familie der Myrtengewächse (Myrtaceae). Letztere benannte er nach seiner Tante, der australischen Botanikerin Nancy Tyson Burbidge (1912–1977).

## Auszeichnungen und Dedikationsnamen
Im Januar 2014 erhielt Burbidge die Auszeichnung Officer of the Order of Australia (AO) in Anerkennung für seine ausgezeichneten Verdienste als Naturschutzbiologe. 1975 wurde die Skinkart Ctenotus burbidgei und 1978 das Kimberley-Felskänguru (Petrogale burbidgei) nach Andrew Burbidge benannt.